# Turks
Turks Islands – grupa wysp na Oceanie Atlantyckim, około 170 km na północ od wyspy Haiti. Stanowi część większego archipelagu Bahamów. Wraz z odległymi o około 40 km na północny zachód wyspami Caicos tworzą brytyjskie terytorium zależne Turks i Caicos.
Turks Islands są nizinnymi, piaszczystymi wysepkami, rzadko porośniętymi roślinnością.
Do archipelagu zaliczają się między innymi wyspy:
- Grand Turk Island (dawniej Wielki Turk)
- Salt Cay
- Cotton Cay
- East Cay
- Gibbs Cay

Zamieszkane są tylko wyspy Salt Cay i Wielki Turk.